# 朴文尭
朴 文垚（ぼく ぶんぎょう、ピアオ・ウェンヤオ、1988年4月25日 - ）は、中国の囲碁棋士。黒竜江省出身。中国囲棋協会所属、九段。朝鮮族としての名前は박문요（パク・ムニョ）。招商銀行杯中国囲棋電視快棋戦、LG杯世界棋王戦優勝など。陳耀燁らとともに小豹世代と呼ばれる。

## 経歴
ハルビン市生れ。7歳で囲碁を覚え、黒龍江棋院で陳兆峰・朱燕銘・徐志毅などに学ぶ。1999年初段。2000年に全国少年囲棋戦で3位。この年に父が亡くなり生活が苦しくなるが、曺薫鉉の支援を受けて北京で囲碁を学び続け、2004年には三星火災杯予選に招待される。2005年に国家少年囲棋隊入り、全国囲棋個人戦4位、LG杯世界棋王戦に出場してベスト4進出。2006年五段。2007年に招商銀行杯中国囲棋電視快棋戦の決勝で陳耀燁を破って棋戦初優勝。2008年第1回ワールドマインドスポーツゲームズで団体戦中国メンバーとして出場し準優勝。2009年トヨタ&デンソー杯囲碁世界王座戦で決勝に進み、古力に0-2で敗れ準優勝。2011年にLG杯棋王戦で、決勝で孔傑を2-0で破って優勝、中国棋士として最年少の世界戦優勝者となり、またこれにより九段昇段。
乙級リーグで黒龍江チーム（黒龍江禹程）でに所属していたが、2005年に甲級リーグの大連チーム（大連上方）に移籍、2006年から貴州チーム（貴州咳速停）移籍。全国智力運動会では黒龍江チームで出場。2009年男女ペア戦5位（王倪喬とペア）、2015年男子団体戦9位。中国棋士ランキングでは2007年6位、2008年5位。

### タイトル歴
国際棋戦
- LG杯世界棋王戦 2011年
- 阿含・桐山杯日中決戦 2011年（○井山裕太）

国内棋戦
- 招商銀行杯中国囲棋電視快棋戦 2007年
- 全国囲棋個人戦 2010年
- 阿含・桐山杯中国囲棋快棋公開戦 2011年
- 西南王戦 2012年

### その他の棋歴
国際棋戦
- トヨタ&デンソー杯囲碁世界王座戦 準優勝 2009年
- LG杯世界棋王戦 ベスト4 2005年（○王立誠、○蘇耀国、○朴正祥、×陳耀燁）、2009年（○洪旼杓、○許映皓、○古力、×李昌鎬）
- 世界囲碁選手権富士通杯 ベスト4 2010年（○李捷、○山下敬吾、○朴永訓、×李世乭）
- 三星火災杯世界オープン戦 ベスト8 2006年（○劉昌赫、○山下敬吾、×李昌鎬）
- 応昌期杯世界プロ囲碁選手権戦 ベスト8 2008年（○タラヌ・カタリン、○宋泰坤、×崔哲瀚）
- BCカード杯世界囲碁選手権 ベスト4 2012年、ベスト8 2009年
- 春蘭杯世界囲碁選手権戦 ベスト8 2012年
- 江原ランド杯中韓囲碁対抗戦
  - 2006年 0-1（×李世乭）
- ワールドマインドスポーツゲームズ
  - 2008年男子団体戦銀メダル 予選5-1（○アメリカ、○香港、○フィンランド、○ルーマニア、×日本（山下敬吾）、○カナダ）、決勝2-1（○ウクライナ、○中華台北（蕭正浩）、×韓国（金志錫））
- スポーツアコードワールドマインドゲームズ 2011年男子団体戦金メダル、男女ペア戦金メダル（李赫とペア）
- 農心辛ラーメン杯世界囲碁最強戦
  - 2008年 0-1（×姜東潤）
  - 2012年 0-1（×金志錫）
- 招商地産杯中韓囲棋団体対抗戦
  - 2012年 1-0（○元晟溱）

国内棋戦
- 名人戦 挑戦者 2008年
- リコー杯囲棋戦 準優勝 2012年
- 倡棋杯中国プロ囲棋選手権戦 準優勝 2014年
- 中国囲棋甲級リーグ戦
  - 2005年（大連上方）13-8
  - 2006年（貴州咳速停）
  - 2007年（貴州咳速停）16-5
  - 2008年（貴州百魂）13-9
  - 2009年（貴州百魂）13-9
  - 2010年（貴州百魂）12-9
  - 2011年（貴州百魂）14-8
  - 2012年（貴州百魂）10-8
  - 2013年（貴州百魂）14-7
  - 2014年（貴州百魂）4-6
  - 2015年（貴州百魂）2-8
  - 2016年（民生銀行北京）

- 弘通杯国家囲棋隊勝抜戦
  - 2012年 5-1（○羋昱廷、○柁嘉熹、○楊鼎新、○江維傑、○范廷鈺、×時越）